# Сорокин, Валерий Сергеевич
Валерий Сергеевич Сорокин (17 октября 1940, Полярный, Мурманская область, СССР — 25 января 2006, Санкт-Петербург, Россия) — специалист в области твердотельной электроники, доктор физико-математических наук (1991), профессор (1993).
Окончил ЛЭТИ по специальности «Диэлектрики и полупроводники» (1964) и с этого года работал на кафедре диэлектриков и полупроводников (сейчас кафедра микро- и наноэлектроники), с 1992 года заместитель заведующего кафедрой по учебно-методической работе.
Разработал курсы лекций по дисциплинам «Материалы и элементы электронной техники», «Материалы оптоэлектроники», «Полупроводниковые гетероструктуры», «Технология полупроводниковых гетроструктур для оптоэлектроники».
Известен работами в области синтеза и легирования полупроводниковых соединений AIIIBV, термодинамики и кинетики кристаллизации полупроводниковых твердых растворов и гетероструктур на их основе. Признание специалистов получил учебник «Материалы электронной техники», написанный им в соавторстве с профессором В. В. Пасынковым.
В качестве научного руководителя и ответственного исполнителя принимал участие в выполнении ряда НИР, автор около 150 научных и учебно-методических работ, среди которых одна монография, более 80 научных статей, 8 авторских свидетельств на изобретения, 10 учебных пособий. Под его руководством подготовлено 8 кандидатов наук.
С 1988 года являлся ученым секретарем учебно-методического совета по специальностям «Материалы и компоненты твердотельной электроники» и «Микроэлектроника и полупроводниковые приборы».

## Награды
- Заслуженный работник высшей школы РФ (2001).